# Concoret
Concoret (bret. Konkored) – miejscowość i gmina we Francji, w regionie Bretania, w departamencie Morbihan.
Według danych z 1990 r. gminę zamieszkiwało 626 osób, a gęstość zaludnienia wynosiła 40 osób/km² (wśród 1269 gmin Bretanii Concoret plasuje się na 763. miejscu pod względem liczby ludności, natomiast pod względem powierzchni na miejscu 641.).